# Tokyo Kyushu Ferry
Tokyo Kyushu Ferry (東京九州フェリー, Tōkyō Kyūshū ferī), abrégé en TQF, est une compagnie de navigation maritime japonaise filiale du réseau SHK Line Group assurant le transport de passagers, de véhicules et de fret sur des liaisons maritimes reliant Tokyo à l'île de Kyūshū. Créée en 2019, la compagnie démarre ses activités en juillet 2021.

## Histoire

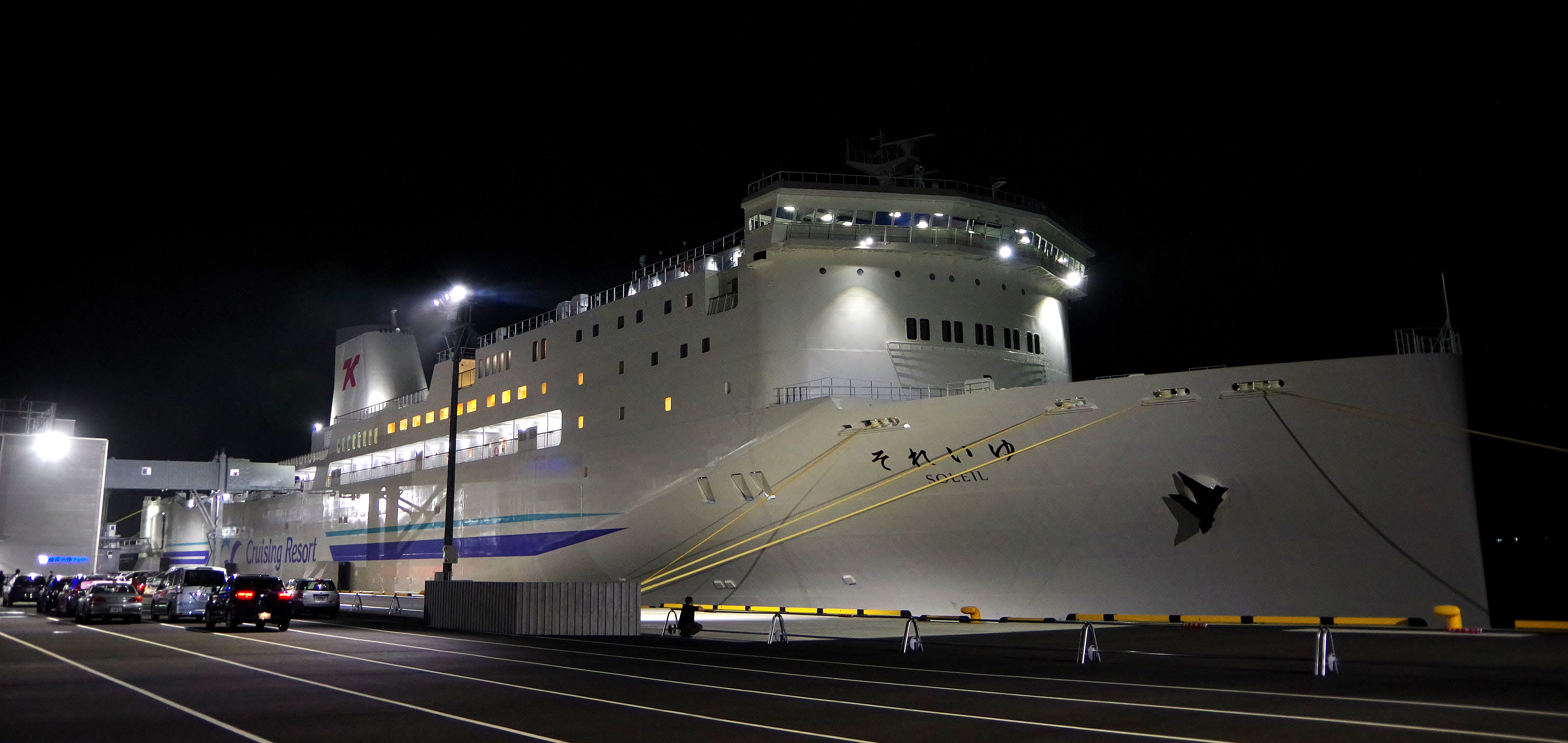
Le ferry Soleil, l'un des deux navires de la flotte de Tokyo Kyushu Ferry.

À la fin de l'année 2018, le groupe Kanko Kisen, propriétaire du réseau SHK Line, décide de la mise en place d'une nouvelle compagnie qui desservirait l'île de Kyūshū au départ de Tokyo. Encouragé par une demande croissante ainsi que d'une pénurie de transporteurs routiers, le groupe fonde le 9 avril 2019 la compagnie Tokyo Kyushu Ferry avec l'aide financière de ses deux principales filiales Shin Nihonkai Ferry et Hankyu Ferry . Quelques mois plus tard, en août, la commande de deux navires rapides est passée aux chantiers Mitsubishi Heavy Industries de Nagasaki. Prévus pour naviguer à une vitesse avoisinnant les 30 nœuds, ils doivent relier la ville de Yokosuka à Kitakyūshū en une vingtaine d'heures. En attendant l'arrivée de ces car-ferries annoncée pour le printemps 2021, une vaste campagne de communication est lancée dans tout le pays.
L'inauguration officielle de la liaison sera cependant repoussée à l'été 2021 en raison des incertitudes pesant sur le trafic à cause de la pandémie de Covid-19. C'est ainsi qu'à sa livraison, le ferry Hamayu, premier des deux navires de Tokyo Kyushu Ferry, est employé sur les liaisons de son copropriétaire Shin Nihonkai Ferry vers l'île d'Hokkaidō par la mer du Japon, à partir de mars 2021.
Les activités de Tokyo Kyushu Ferry débutent finalement le 1er juillet 2021.

## Ligne desservie
Tokyo Kyushu Ferry opère toute l'année sur la liaison reliant Yokosuka, au sud de Tokyo, à Kitakyūshū, au nord-est de l'île de Kyūshū. Le terminal de la compagnie à Kitakyūshū est situé dans le quartier de Moji-ku qui accueille entre autres les navires de la compagnie Hankyu Ferry. À raison de six rotations par semaine, la compagnie relie les deux ports en une vingtaine d'heures à la vitesse de 28 nœuds.

## Flotte
En 2021, la flotte de Tokyo Kyushu Ferry est composée de deux navires.
| Navire | Pavillon | Type         | Construction | Entrée en flotte | tonnage    | Longueur | Largeur | Capacité  | Capacité  | Capacité  | Vitesse  | Statut     |
| Navire | Pavillon | Type         | Construction | Entrée en flotte | tonnage    | Longueur | Largeur | Passagers | Véhicules | Remorques | Vitesse  | Statut     |
| ------ | -------- | ------------ | ------------ | ---------------- | ---------- | -------- | ------- | --------- | --------- | --------- | -------- | ---------- |
| Hamayu |          | Ferry rapide | 2021         | 2021             | 15 400 UMS | 222,50 m | 25 m    | 268       | 30        | 154       | 28 nœuds | En service |
| Soleil |          | Ferry rapide | 2021         | 2021             | 15 400 UMS | 222,50 m | 25 m    | 268       | 30        | 154       | 28 nœuds | En service |